# Stadtbahn Essen
Stadtbahn Essen – system premetra w Essen, będący częścią Stadtbahn Rhein-Ruhr. Łączy Essen z sąsiednimi miastami Mülheim an der Ruhr i Gelsenkirchen. Na niektórych odcinkach kolej kursuje razem z wąskotorowymi tramwajami, które korzystają z trzeciej szyny. Premetro, podobnie jak inne środki transportu publicznego w Essen, jest obsługiwane przez Ruhrbahn.

## Historia

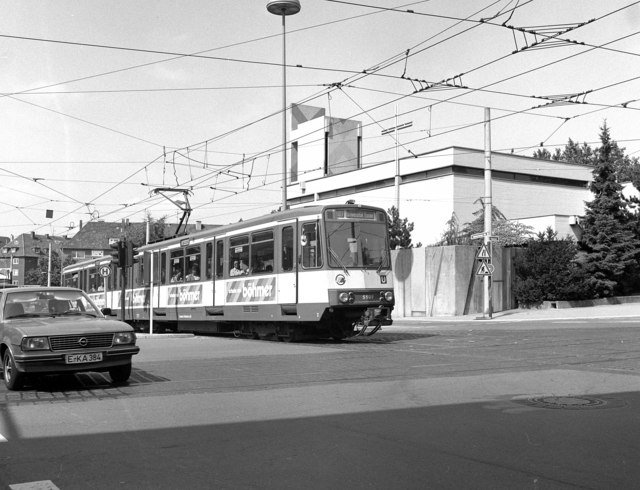
Stadtbahn na Holsterhauserplatz, 1986

Chociaż pierwsze tramwaje pojawiły się w Essen w 1893 r., planowanie budowy systemu częściowo podziemnego tramwaju rozpoczęto dopiero po II wojnie światowej. Pierwsze trasy dzisiejszej sieci premetra powstały na początku lat 60. XX w., kiedy to częściowo ułożono tory tramwajowe na środkowym pasie Ruhrschnellweg, dokładnie tam, gdzie przebiega trasa dzisiejszej linii U18. Początkowo nie planowano budowy premetra. Prace budowlane na trasie tramwajowej w ciągu Ruhrschnellweg prowadzono w tym samym czasie, co rozbudowę samej Ruhrschnellweg, ponieważ miała ona dotychczas tylko trzy pasy ruchu, kolizyjne skrzyżowania, a tym samym niewystarczającą przepustowość. W trakcie rozbudowy rozważano także inne możliwości uruchomienia szybkiego transportu publicznego na Ruhrschnellweg, w tym uruchomienie autobusów ekspresowych na wydzielonym pasie. Ostatecznie zwyciężył wariant bezkolizyjnej trasy szybkiego tramwaju w pasie rozdzielającym jezdnie.
Plany budowy podziemnej trasy tramwajowej pod dość niewielkim śródmieściem (1400×700 m), obsługiwanym dotychczas przez naziemne linie tramwajowe, zaczęto tworzyć w 1961 r. Również w tym przypadku ważną kwestią było uwolnienie ruchu drogowego na tym obszarze od tramwajów, które go „zakłócały”. Proponowano różne rozwiązania: od utrzymania tramwaju naziemnego wraz ze stworzeniem nowego, centralnego punktu przesiadkowego, aż po stworzenie pełnowartościowego systemu metra na wzór tego w Berlinie czy Hamburgu. Z różnych powodów zdecydowano się na budowę podziemnego premetra z możliwością późniejszej rozbudowy do metra. Pomysł natychmiastowego stworzenia systemu metra został odrzucony ze względu na w tym przypadku niemożliwe, ale konieczne połączenie z siecią tramwajową sąsiednich miast w Zagłębiu Ruhry ze względu na duże potoki pasażerskie.
Wkrótce potem rozpoczęto drążenie i betonowanie tuneli pod centrum miasta. Plany obejmowały jednocześnie budowę tunelu drogi ekspresowej pod centrum miasta. Ostatecznie zwyciężyło tzw. rozwiązanie Y, które przewidywało przystanek Essen Hauptbahnhof jako centralny, czterotorowy punkt przesiadkowy dla wszystkich linii oraz odgałęzienie i trzy rampy na północ od niego. Pierwszym przedsięwzięciem budowlanym była budowa stacji Planckstraße w 1964 r.; za nią w późniejszym terminie zaplanowano wykonanie połączenia z istniejącą naziemną trasą tramwajową do Margarethenhöhe. Pierwszy element trasy kolei został ukończony w październiku 1967: 522-metrowy tunel pod śródmieściem ze stacją Saalbau.
Kolejnym etapem budowy było doprowadzenie premetra z Essen do Mülheim po środkowym pasie Ruhrschnellweg, na którym tory ułożono już częściowo w latach 60. XX w. Trasę tę uznano za modelową trasę dla dalszych projektów. W maju 1977 otwarto uroczyście pierwszą linię, U18: od Mülheim-Heißen do centrum Essen, obejmującą stację Heißen Kirche na obszarze miasta Mülheim oraz stacje Bismarckplatz, Essen Hauptbahnhof i Wiener Platz (dziś Hirschlandplatz) w Essen. Również 28 maja 1977 r. otwarto stację Porscheplatz (dziś Rathaus Essen), przez którą kursowały (i nadal kursują) wyłącznie tramwaje. Pozostałych pięć stacji kolei w Mülheim zostało oddanych do użytku 4 listopada 1979 r.
W 1981 r. otwarto linię U17 do Margarethenhöhe. W tym samym czasie otwarto dla ruchu dwie stacje: Berliner Platz i Universität; pierwszą jako ostatni przystanek U18 i drugą dla U17.
Kolejny etap budowy obejmował po raz pierwszy budowę trasy w tunelu na obrzeża Essen, a mianowicie tzw. Trasy południowej od istniejącej stacji Saalbau w kierunku Messe/Gruga lub Bredeney. Trasa ta została wytyczona do stacji Martinstrasse jako współdzielona z tramwajami, z trzecią szyną dla tramwajów. Na południe od tej stacji rozgałęziają się tory metrowe i normalnotorowe. Wybudowano tu cztery stacje dla U11 i na południe od skrzyżowania podziemny przystanek tramwajowy Florastraße. Trasę otwarto w 1986 r.

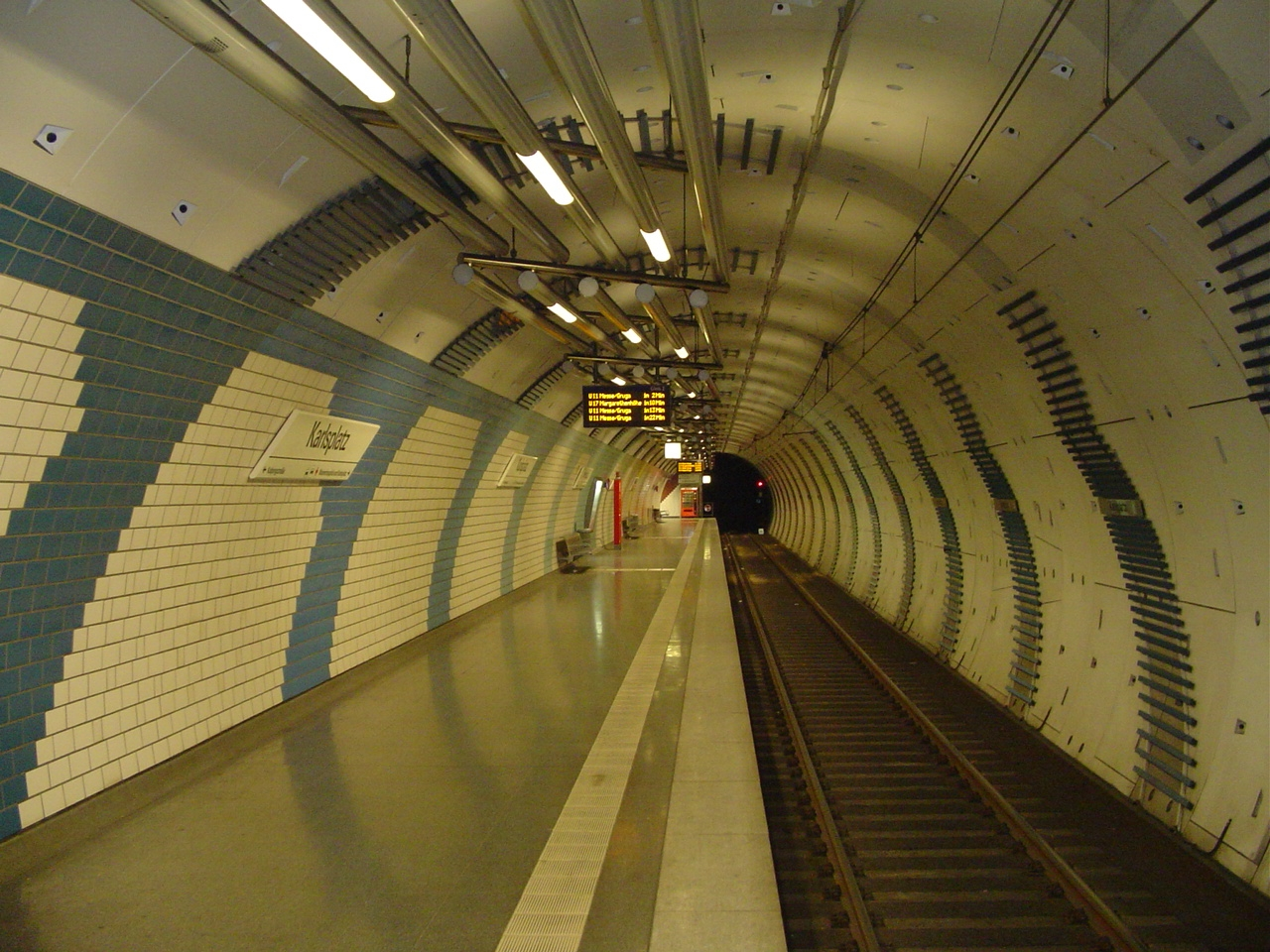
Stacja Karlsplatz, zbudowana w 2001 r.

Ostatnim jak dotąd etapem budowy była północna odnoga, której budowę prowadzono dwuetapowo. W 1998 r. ukończono budowę tunelu prowadzącego ze stacji Universität Essen do Altenessen, a trzy lata później wykonano odcinek do Karlsplatz i dalej do Schichtstraße. Linia U11 zakończono na Karlsplatz, natomiast U17 wydłużono do Gelsenkirchen, przy czym naziemny odcinek na północ od Karlsplatz został przebudowany z wąskotorowej trasy tramwajowej w 2001 r. Trasa U17 w Gelsenkirchen w latach 2001–2004 kończyła się na przystanku Fischerstraße, a w 2004 roku w Gelsenkirchen oddano do użytku dodatkowe dwie stacje (Schloss Horst i Buerer Straße).

## Linie i stacje
System premetra w Essen obejmuje główną trasę biegnącą pod śródmieściem miasta i cztery odgałęzienia, z których każde jest obsługiwane przez jedną lub w niektórych przypadkach dwie linie. Główną trasą jest odcinek pomiędzy Essen Hauptbahnhof a Berliner Platz, który obsługują wszystkie trzy linie. Północny odcinek pomiędzy Berliner Platz i Karlsplatz obsługiwany jest przez linie U11 i U17 jazdy. Trasę pomiędzy stacjami Essen Hauptbahnhof i Bismarckplatz obsługują linie U17 i U18, na pozostałych trasach kursuje tylko jedna linia.

### Linie
Stan z 19 czerwca 2024 r.
| Linia | Trasa |
| ----- | --- |
| U11   | GE-Horst, Buerer Straße – Schloss Horst – GE-Horst, Fischerstraße – E-Karnap, Alte Landstraße – Boyer Straße – E-Karnap, Arenbergstraße – E-Altenessen, Heßlerstraße – II. Schichtstraße – U Karlsplatz – U Altenessen Mitte – U Kaiser-Wilhelm-Park – U Altenessen Bf – U Bäuminghausstraße – U Bamlerstraße – U Universität Essen – U Berliner Platz – U Hirschlandplatz – U Essen Hbf S-Bahn – U Philharmonie – U Rüttenscheider Stern – U Martinstraße – U Messe Ost/Gruga – Essen, Messe West/Süd/Gruga |
| U17   | E-Altenessen, U Karlsplatz – U Altenessen Mitte – U Kaiser-Wilhelm-Park – U Altenessen Bf – U Bäuminghausstraße – U Bamlerstraße – U Universität Essen – U Berliner Platz – U Hirschlandplatz – U Essen Hbf S-Bahn – U Bismarckplatz – U Planckstraße – Gemarkenplatz – Holsterhauser Platz (Klinikum) – Halbe Höhe – Laubenweg – E-Margarethenhöhe |
| U18   | Essen, U Berliner Platz – U Hirschlandplatz – U Essen Hbf S-Bahn – U Bismarckplatz – Savignystraße/ETEC – Hobeisenbrücke – E-Frohnhausen, Wickenburgstraße – Mülheim (Ruhr), Rhein-Ruhr-Zentrum – Rosendeller Straße – U Eichbaum – U Heißen Kirche – U Mühlenfeld – U Christianstraße – U Gracht – U Von-Bock-Straße – U Mülheim (Ruhr) Hbf S-Bahn |

### Stacje
| Odnoga północna                       | Odnoga północna | Odnoga północna |
| Stacja                                | Typ             | Linie           |
| ------------------------------------- | --------------- | --------------- |
| Gelsenkirchen Buerer Straße           | naziemna        | U11             |
| Gelsenkirchen Schloss Horst           | naziemna        | U11             |
| Gelsenkirchen Fischerstraße           | naziemna        | U11             |
| Alte Landstraße                       | naziemna        | U11             |
| Boyer Straße                          | naziemna        | U11             |
| Arenbergstraße                        | naziemna        | U11             |
| Heßlerstraße                          | naziemna        | U11             |
| II. Schichtstraße                     | naziemna        | U11             |
| Karlsplatz                            | podziemna       | U11 U17         |
| Altenessen Mitte                      | podziemna       | U11 U17         |
| Kaiser-Wilhelm-Park                   | podziemna       | U11 U17         |
| Altenessen Bahnhof                    | podziemna       | U11 U17         |
| Bäuminghausstraße                     | podziemna       | U11 U17         |
| Bamlerstraße                          | podziemna       | U11 U17         |
| Universität Essen                     | podziemna       | U11 U17         |
| Główna trasa                          |                 |                 |
| Berliner Platz                        | podziemna       | U11 U17 U18     |
| Hirschlandplatz (Wiener Platz)        | podziemna       | U11 U17 U18     |
| Essen Hauptbahnhof                    | podziemna       | U11 U17 U18     |
| Odnoga południowa (Essen Hbf – Messe) |                 |                 |
| Stacja                                | Typ             | Linie           |
| Philharmonie                          | podziemna       | U11             |
| Rüttenscheider Stern                  | podziemna       | U11             |
| Martinstraße                          | podziemna       | U11             |
| Messe Ost/Gruga                       | podziemna       | U11             |
| Messe West/Süd/Gruga                  | naziemna        | U11             |
| Trasa Essen-Mülheim                   |                 |                 |
| Stacja                                | Typ             | Linie           |
| Bismarckplatz                         | podziemna       | U17 U18         |
| Savignystraße / ETEC                  | naziemna        | U18             |
| Hobeisenbrücke                        | naziemna        | U18             |
| Breslauer Straße                      | naziemna        | U18             |
| Wickenburgstraße                      | naziemna        | U18             |
| RheinRuhrZentrum                      | naziemna        | U18             |
| Rosendeller Straße                    | naziemna        | U18             |
| Eichbaum                              | naziemna        | U18             |
| Heißen Kirche                         | podziemna       | U18             |
| Mühlenfeld                            | podziemna       | U18             |
| Christianstraße                       | podziemna       | U18             |
| Gracht                                | podziemna       | U18             |
| Von-Bock-Straße                       | podziemna       | U18             |
| Mülheim (Ruhr) Hauptbahnhof           | podziemna       | U18             |
| Odnoga do Margarethenhöhe             |                 |                 |
| Stacja                                | Typ             | Linie           |
| Planckstraße                          | podziemna       | U17             |
| Gemarkenplatz                         | naziemna        | U17             |
| Holsterhauser Platz                   | naziemna        | U17             |
| Halbe Höhe                            | naziemna        | U17             |
| Laubenweg                             | naziemna        | U17             |
| Margarethenhöhe                       | naziemna        | U17             |

## Tabor
Stan z 19 czerwca 2024 r.
| Zdjęcie        | Typ            | Eksploatacja od | Liczba |
| -------------- | -------------- | --------------- | ------ |
|                | Duewag B       | 1981            | 30     |
|                | BREL P89       | 1991            | 10     |
|                | LHB P86        | 2005            | 10     |
| Łączna liczba: | Łączna liczba: | Łączna liczba:  | 50     |